# Petra Roth
Petra Roth, nata Martin (Brema, 9 maggio 1944), è una politica tedesca, sindaca di Francoforte sul Meno dal 1995 al 2012.

## Biografia
Roth proviene da una famiglia di mercanti di Brema. Ha lasciato il Kippenberg-Gymnasium con un diploma di scuola superiore e poi si è diplomata alla scuola commerciale di Brema. Ha completato la sua formazione come assistente medico a Friburgo in Brisgovia.  Nel 1964 si trasferisce a Francoforte sul Meno. Nel 1969/1970 andò a Londra come ragazza alla pari per un anno.

## Carriera politica
Roth è entrata a far parte della CDU a Francoforte nel 1972 “per entusiasmo verso Rainer Barzel”. Prima dal 1972 al 1988 è stata dirigente distrettuale sociale, poi dal 1977 al 1989 e ancora dal 1993 al 1995 consigliere comunale; inoltre, dal 1989 al 1992, ha ricoperto le cariche di presidente dell'Unione delle donne di Francoforte e dal 1990 al 1994 quella di vicepresidente dell'Associazione sportiva statale dell'Assia 
Dal 1987 al 1995 è stata membro del parlamento statale dell'Assia per il collegio elettorale di Francoforte sul Meno VI e dal 1992 al 1995 è stata presidente di distretto della CDU di Francoforte, a quel tempo la prima donna membro della CDU in Germania.

### Sindaca di Francoforte
Nel 1995, Helmut Kohl chiese a Roth di candidarsi a sindaca di Francoforte nello stesso anno.  Ha prevalso nelle elezioni amministrative dirette anticipate con il 51,9%, contro il 45,9% di Andreas von Schoeler (SPD), ed è diventata così la prima donna sindaca di Francoforte sul Meno il 5 luglio 1995.
Nel 2001 ha vinto per un soffio le elezioni amministrative al secondo turno contro il suo sfidante, Achim Vandreike (SPD). Il 28 gennaio 2007 è stata rieletta per un terzo mandato con il 60,5% al primo scrutinio, ma con un'affluenza di appena il 33,6%. Il suo avversario più promettente, Franz Frey (SPD), ha ricevuto il 27,5% dei voti.
Nel 2011 ha annunciato le sue dimissioni da sindaca di Francoforte, divenute effettive il 30 giugno 2012. L'elezione del sindaco si è svolta un anno prima del previsto, il 25 marzo 2012, e Peter Feldmann (SPD) è stato eletto suo successore. 

#### Stile di governo
Roth è stata spesso soprannominata una "moderatrice", elogiata per la sua capacità di eliminare la vecchia guerra di trincea nella politica di Francoforte e in seguito criticata come la "Regina del Sole del Römerberg" a causa del suo stile presidenziale.
In seguito alle sue opinioni controverse nella CDU sull'istituzione dell'Islam in Germania (costruzione della moschea), su questioni di migrazione, integrazione e politica sulla droga, è attribuita all'ala sinistra della CDU. Roth era orgogliosa del dialogo interreligioso a Francoforte e della naturalizzazione di oltre 30.000 stranieri.
A volte, Roth era in discussione come successore di Johannes Rau per la carica di presidente federale. Nel marzo 2008 è stata considerata come possibile primo ministro dell'Assia. Dopo le dimissioni del presidente federale Christian Wulff il 17 febbraio 2012, i politici della CSU hanno discusso Roth come possibile successore prima che i partiti dell'Unione concordassero su Joachim Gauck come candidato. Su suggerimento della CDU dell'Assia, è stata membro dell'Assemblea federale nell'elezione del presidente federale tedesco nel 2004 e in ogni ulteriore elezione presidenziale federale fino al 2012 .

## Vita privata
Vive nel quartiere Nieder-Erlenbach di Francoforte. Ha due figli, Claudius (* 1971) e André (* 1974) dal suo secondo marito, morto nel 1994, il pittore dilettante ed ex capo della tecnologia radio presso Hessischer Rundfunk, Erwin Roth. Il suo partner era lo svizzero Robert Raeber (1936–2021), ex CEO di Nestlé AG Germania. 
Roth è un'appassionata di sport – secondo le sue stesse dichiarazioni, è membro dell'SC Frankfurt 1880 dal 1964 – e ha un'affinità per l'arte.